# Expressionistische Kirchenmalerei
Expressionistische Kirchenmalerei war eine Stilrichtung in der Kunst am Anfang des 20. Jahrhunderts, welche in Kirchen von Kirchenmalern verwendet wurde.

## Wesen
Expressionistische Kirchenmaler brachen in ihrem Werk mit den etablierten kirchlichen Bilddarstellungen. Die klassischen Motive bekamen nun eine moderne Interpretation, sie wurden häufig mit dem zurückliegenden Ersten Weltkrieg in Verbindung gebracht. So malte der Weltkriegsteilnehmer Peter Hecker einen Schützengraben in der Frechener Kirche St. Audomar. In diesem sieht man Soldaten, wie sie zu einem Posaune blasenden Engel der Apokalypse beten. Aber nicht nur die Traumata des Ersten Weltkrieges fanden Eingang in diese Bilder, sondern auch Gesellschafts- und Kapitalismuskritik. Peter Heckers nicht mehr erhaltener Heiland des 20. Jahrhunderts zeigt dekadentes großstädtisches Nachtleben sowie den Heiland, der die Verlierer einer solchen Gesellschaft um sich schart. Franz M. Jansen malte Christus gar als Kinoportier, ebenfalls vor einem dekadenten Hintergrund. Christus rückte überhaupt in den Mittelpunkt dieser neuen Ikonographie. Das brach mit der Tradition, vornehmlich Heiligenlegenden darzustellen. Schon Papst Pius X. wollte die Heiligenfeste zugunsten der Verehrung Christi und der Dreifaltigkeit zurückgedrängt sehen.
Expressionistische Kirchenmalerei fiel in eine Zeit, in der die traditionellen Formen in der Kirche aufbrachen. Ein strenger Historismus (noch 1913 sicherte der Kölner Erzbischof Kardinal Fischer mit dem „Gotik-Erlass“ diesen), der die tradierten Formen, die mitunter seit dem Mittelalter ihre Gültigkeit in der Kunst hatten, bewahrte, wollte von einer jungen Garde religiös motivierter Künstler und Baumeister überwunden werden. Mit Dominikus Böhm verwandelte sich der Kirchenraum radikal. Sein Frühwerk St. Engelbert in Köln-Riehl war ein ästhetischer Schock für viele Kirchgänger und Geistliche. St. Engelbert erinnert an eine Zitronenpresse. Böhm konzipierte seine Kirchen so, dass der Altar zu den Gläubigen rückte. Man nannte dies nach einem 1922 veröffentlichten Buch des Gladbecker Geistlichen Johannes van Acken christozentrisches Bauen; illustriert hatte jene Schrift seinerzeit Dominikus Böhm. In seiner Idee war Böhm, wie auch andere Kirchenbaumeister dieser Zeit (z. B. Clemens Holzmeister und Rudolf Schwarz) sehr von Romano Guardini beeinflusst. Später ließ das Zweite Vatikanische Konzil eine zur Gemeinde hin orientierte Altaranordnung obligatorisch werden. Die Baumeister verstanden ihre Arbeiten als Gesamtkunstwerk. Raum und Ausstattung ergaben idealerweise eine Einheit. Folglich erlebten auch andere Disziplinen eine Vitalisierung. Mit am Anfang der neuen Kirchenmalerei stand Jan Thorn Prikker. Dieser revolutionierte auch die Kirchenfenster, wofür er eher bekannt geworden ist. Oftmals vermischten sich die Disziplinen. So gestaltete Peter Hecker auch Messgewänder, Böhm, Zepter und Hecker entwarfen auch Kirchenfenster. Ein eindrucksvolles Monument ist die Krankenhauskirche St. Elisabeth. Vom kunstsinnigen Prälaten Johannes van Ackern in Auftrag gegeben, schuf Dominikus Böhm den komplexen Bau, malte Peter Hecker den Altarraum aus, schuf Ludwig Baur Mosaiken und Ewald Mataré einen Ecce Homo sowie das Grab von Johannes van Acken in der Krypta.
Es war nicht immer einfach, die bisweilen sehr ausgefallenen Wandmalereien in den Pfarreien und Bistümern durchzusetzen. Für viele Gläubige waren die mitunter befremdlich wirkenden Gemälde eine Zumutung. Nicht wenige dieser Werke sind im Laufe der Jahrzehnte verloren gegangen. Häufig von im Zweiten Weltkrieg abgeworfenen Bomben vernichtet, aber auch durch Verantwortliche der Kirche, die solche Werke entfernen oder übermalen ließen. Letztlich, vor allem in den 1960er Jahren, wurden viele kirchlichen Wandgemälde Opfer des ihnen zugrunde liegenden Gedankens. Andererseits wurde das Mosaik von Ludwig Baur in der Kirche St. Clemens in Oberhausen, das einen auferstandenen Christus zeigt, erst zu Beginn der 60er Jahre geschaffen. In der christozentrischen Lehre gehört der Altar als schlichter Tisch in die Mitte der Gläubigen. Da er für Christus steht, ist er von zentraler Bedeutung. Als der Paradigmenwechsel in der Kirchenkunst stattfand, zelebrierte der Priester noch die Messe, mit dem Rücken zur Gemeinde stehend, vor einem Hochaltar (dies ist heute bekannt unter der Bezeichnung Alter Ritus). Manche Ausmalung in der Zwischenkriegszeit hatte eine Brückenfunktion. Da die bauliche Anordnung nicht christozentrisch war, wurde mittels der Malerei das angenommene Defizit überbrückt. Die Ausmalung in der Wissener Kreuzerhöhungskirche von Peter Hecker erfüllte eine solche Aufgabe. Als die Altäre dorthin gerückt waren, wohin sie in der christozentrischen Anschauung gehörten, wurden die Wandmalereien überflüssig, sogar störend, da sie die Gläubigen vom liturgischen Geschehen ablenken konnten. Diese Kargheit ist bis heute im Kirchenbau beibehalten.
Selbst in heutiger Zeit, in der der Denkmalschutz bemüht ist, vorhandene Bildnisse zu schützen und übermalte wieder freizulegen, finden manche dieser Werke nicht nur Freunde. So gab es eine Diskussion, ob man die in St. Peter (Köln) befindlichen Deckenmalereien von Hans Zepter, die bei einer Renovierung der Kirche wiederentdeckt wurden, nicht besser entfernt. Sie transportieren zumindest intolerante Botschaften, die heute nicht mehr gültig sind.

## Bekannte Vertreter
- Ernst Bahn
- Andreas Wilhelm Ballin
- Ludwig Baur
- Josef Bell
- Kurt Derkum
- Heinrich Dieckmann
- Hubert Dürnholz
- Fred Eckersdorf
- Reinhold Ewald
- Wilhelm Geißler
- Alfred Gottwald
- Peter Hecker
- Heinrich Hoerle
- Eduard Horst
- Ernst Jansen-Winkeln
- Augustin Kolb
- Helmuth Macke
- Paul Meyer-Speer
- Georg Poppe
- Wilhelm Remmes
- Bernhard Riepe
- Johannes Schmitz
- Richard Seewald
- Hans Socke
- Josef Strater
- Anton Wendling
- Helen Wiehen
- Heinrich Windelschmidt
- Fritz Wingen
- Georg Winkler
- Hans Zepter

## Vorläufer (Auswahl)
- Fritz von Uhde
- Johannes Osten
- Julius Schnorr von Carolsfeld

## Kirchen (Auswahl)
- Alt St. Alban, Kriegergedächtniskapelle (Köln/Ausmalung Peter Hecker)
- St. Agatha (Merchingen/Ausmalung Hecker)
- St. Albertus Magnus (Köln/Ausmalung Hecker)
- St. Arnold (Arnoldsweiler/Ausmalung Hecker)
- St. Audomar (Frechen/Ausmalung Hecker)
- St. Barbara (Neuss/Ausmalung Hecker)
- St. Clemens (Paffrath/Ausmalung Wendling)
- St. Clemens (Oberhausen-Sterkrade) (Mosaik von Ludwig Baur)
- St. Hadrian und Dionysius, Kloster Lamspringe (Niedersachsen / Ausmalung 1926–27 von Alfred Ehrhardt)
- Kloster Marienthal (bei Hamminkeln/Ausmalung Strater)
- Krankenhauskirche St. Elisabeth (Köln/Ausmalung Hecker)
- Hohe Domkirche (Köln, Fresco unter der Orgelempore / Peter Hecker)
- St. Lukas Porz/(Ausmalung Kurt Derkum)
- St. Matthias (Köln-Bayenthal) (Mosaik von Wilhelm Remmes)
- St. Mechtern (Köln/Ausmalung Hecker)
- St. Peter (Köln/Ausmalung Hans Zepter)
- St. Peter und Paul (Dettingen a. Main [heute OT von Karlstein a. Main] / Ausmalung Reinhold Ewald 1923)
- St. Stephanus (Sistig/Ausmalung Jansen-Winkeln)
- Versöhnungskirche (Harrislee) von 1928